# Бабенко Марія Тимофіївна
Марі́я Тимофі́ївна Бабе́нко  (нар. 4 червня 1948) — українська поетеса, член Національної спілки письменників України (2004).

## Життєпис
Народилася 4 червня 1948 року в с. Леонівка Крижопільського району Вінницької області в селянській родині.
Закінчила фізико-математичний факультет Херсонського педагогічного інституту (1973).
З 1975 р. живе у місті Хмельницькому. Учителька-методистка початкових класів загальноосвітньої школи. Відмінниця освіти України.

## Літературна діяльність
Більшість її творів присвячені дітям, розкривають теми шкільного життя.
Автор книжок:
- гумору та поезій для дітей:
  - «В життєвім морі сміху острівець» (1999),
  - «Гриб-холостяк і волосата щука» (2001),
- читанок для першокласників:
  - «Післябукварик» (2001, 2003, 2010),
  - «Вересневе свято» (2005),
  - «Зайчикові іменини» (2005),
  - «Я з Буквариком дружу» (2005),
  - «Твої маленькі друзі» (2005),
  - «Спритний котик» (2006),
  - «На веселій орбіті» (2006),
  - «Ми до школи поспішаєм» (2006),
  - «Весела перерва» (2007),
  - «Місяць чарівник» (2007),
  - «Сонячний зайчик» (2007),
  - «Дуже важливий урок» (2008),
  - «Дивосвіт. Пори року» (2011).

Лауреат обласної літературної премії імені Микити Годованця (2008).